# 高井城 (下総国)
高井城（たかいじょう）は、茨城県取手市下高井にあった日本の城。

## 概要
本城は、下総国高井（現在の茨城県取手市）の小貝川の南の台地に立地した平山城である。
城域全体の規模は約200メートル四方で、主郭と付随の2つの曲輪、外郭からなる。主郭は南北約65メートル・東西45メートルほどで土塁がめぐらされていた。
築城時期は不明。1590年（天正18年）に豊臣秀吉による小田原征伐で北条氏が滅亡。北条氏配下で当地を治めていた下総相馬氏は所領を没収され、当城も廃城となった。
1983年及び1993年に取手市により発掘調査が行われ、城郭跡は高井城址公園として整備された。

## アクセス
- 関東鉄道常総線・ゆめみ野駅より徒歩約19分。
- 取手市コミュニティバス西部ルート・高井城址入口バス停より徒歩約4分。
- 駐車場 10台程度[4]。

## 関連文献
- 茨城県城郭研究会 編著『改訂版 図説 茨城の城郭』、国書刊行会、2017年。
- 『取手市内における重要遺跡発掘調査報告書1983』、取手市教育委員会、1983年。
- 山武考古学研究所 編『発掘調査報告書下高井城跡』、取手市教育委員会、1993年。